# Epirhyssa maynei
Epirhyssa maynei är en stekelart som beskrevs av Pierre L. G. Benoit 1952. Epirhyssa maynei ingår i släktet Epirhyssa och familjen brokparasitsteklar. Inga underarter finns listade i Catalogue of Life.